# Emmauspriset
Emmauspriset (norska, Emmausprisen) är ett litterärt norskt pris instiftat av Norsk Forleggersamband och Norsk Bokhandlersamband 1998. Priset tilldelas böcker som "på ett framstående sätt förmedlar och aktualiserar kristen tro och kristna värderingar". Det består av ett diplom och ett grafiskt blad.

## Pristagare

### Bästa skönlitterära bok
Priset utdelas inte varje år.
- 2000 – Torunn Ystaas för Blånane
- 2001 – Johannes Heggland för Tusen vårar
- 2005 – Lars Amund Vaage för Tangentane
- 2006 – Olav Mosdøl för Røter

### Bästa norska bok för vuxna
- 2000 – Rolf Ekenes för Boksberta og andre sydhavsbilder
- 2001 – Egil Elseth för Sannheten – om den så skal føre til helvete
- 2002 – Sigmund Evensen för De skjulte ordene – en fortelling fra Papua Ny-Guinea
- 2003 – Jan Petter Bratsberg för Kunstnernatur
- 2004 – Edvard Hoem för Kristusfigurasjonar
- 2005 – Torborg Alen Lendert för Når glassflaten brister
- 2006 – Tone Stangeland Kaufman och Birgitte Bjørnstad Sæbø, redaktörer för antologin De store ordene
- 2007 – Erling Rimehaug för Tørsten gir lys
- 2008 – Øystein Braaten för Den blå månes dal
- 2009 – Notto Thelle för Gåten Jesus

### Bästa norska bok för barn/ungdom
- 2000 – Dagny Holm för Helgenmysteriet
- 2001 – Bjørn Sortland för 12 ting som må gjerast rett før verda går under
- 2002 – Anette Gilje för Venner og sånn...
- 2003 – Anders Torvill Bjorvand och Johannes Holmedahl för MRK SMS bibl
- 2004 – Jenny Ødven Snildal för Serafel
- 2005 – Kirsten Sødal för Kamelgutten
- 2006 – Kristin Aasmundtveit och Hilde Kramer för Gule roser til pappa
- 2007 – Kristina Reftel för Ett skritt nærmere Gud
- 2009 – Grete Rygh för Den store barneboken

### Bästa översatta bok för vuxna
- 2000 – Magnus Malm för Fotspor i glasstrappen
- 2001 – Max Lucado för Han valgte naglene
- 2002 – Henri J.M. Nouwen för Stillheten som skaper
- 2003 – Peter Halldorf för Drikk dypt av ånden
- 2004 – Peter Halldorf för Du brennende kjærlighetsild
- 2005 – Phillip Yancey för Rykter om en annen veren
- 2006 – Åsa Molin för Og hjertet vender seg om

### Bästa översatta bok för barn/ungdom
- 2000 – Ann Pilling och Helen Cann för Hvem har lagt jordens grunnvoll?
- 2001 – Rudolf Horn och Ingrid Schubert för Finken og de rare menneskene
- 2002 – Janette Oke och Cheri Bladholm  för Hvordan tegner vi kjærlighet?
- 2003 – Mary Reeves Bell för Mezusaens hemmelighet
- 2004 – Max Lucado för Du er unik
- 2005 – Lois Rock för Min aller første bibel
- 2006 – Anne Reynolds för Aktiv bibel